# Ichihara (Chiba)
Ichihara (Japans: 市原市, Ichihara-shi) is een Japanse stad in het midwesten van de prefectuur Chiba, gelegen aan de oostkust van de Baai van Tokio op 50 km van de Japanse hoofdstad. 
Met 368,20 km² is Ichihara qua oppervlakte de grootste gemeente van de prefectuur. De stad telde op 1 mei 2007 circa 279.899 inwoners.

## Geschiedenis
Vanaf de 7de eeuw was de gemeente regeringszetel van de voormalige provincie c.q. leenrijk Kazusa (上総国,Kazusa-no-kuni) en locatie van een provinciale staatstempel (国分寺,kokubunji). Tijdens de Edoperiode (1600-1868) kwam Ichihara tot bloei als relais op de Kisarazu-route (木更津街道, Kisarazu kaidō) en als kasteelstad (城下町, jōkamachi). Na de oprichting van moderne prefecturen in 1871 viel de gemeente onder de prefectuur Kisarazu. Bij de herindeling twee jaar later werd ze uiteindelijk bij de prefectuur Chiba ondergebracht.
In 1962 ontstond de fusiegemeente Ichihara door het samengaan van Ichihara met de deelgemeenten Goi (五井), Sanwa (三和), Shiizu (椎津) en Anegasaki (姉崎). Het jaar daarop verkreeg Ichihara het predicaat "stad". Afgezien van het spoor- en handelscentrum Goi, waren het vooroorlogse Ichihara en zijn deelgemeenten aangewezen op landbouw en visserij. Na de Tweede Wereldoorlog kende het gebied een sterke industrialisering en liep het belang van de primaire sector, mede door de toegenomen bodem-, zee- en luchtverontreiniging, drastisch terug.

## Economie
Vandaag maakt de stad deel uit van het Keiyo-industriegebied (京葉工業地帯,Keiyō kōgyō chitai). Het uitgestrekte industrieel complex, aangelegd sedert 1959 en grotendeels op aangewonnen kustland gesitueerd, omvat olieraffinaderijen,  scheepsbouwondernemingen, staalbedrijven, petrochemische fabrieken en krachtcentrales. Ichihara's oostelijke deel bleef stedelijk en agrarisch van aard.

## Bezienswaardigheden
Vanwege zijn vroege bewoning heeft de stad enige interessante opgravingterreinen binnen haar grondgebied, waaronder de Inaridai graftombe nr. 1 (稲荷台一号墳, Inaridai ichigōfun).

## Partnersteden
Op 10 november 1993 ging de stad formeel een jumelage aan met de Amerikaanse stad Mobile, Alabama. 